# Шардонн (Во)
Шардонн (фр. Chardonne) — громада в Швейцарії в кантоні Во, округ Рів'єра-Пеї-д'Ано.

## Географія
Громада розташована на відстані близько 75 км на південний захід від Берна, 17 км на південний схід від Лозанни.
Шардонн має площу 10,3 км², з яких на 15,5 % дозволяється будівництво (житлове та будівництво доріг), 47,1 % використовуються в сільськогосподарських цілях, 37,1 % зайнято лісами, 0,4 % не є продуктивними (річки, льодовики або гори).

## Демографія
2019 року в громаді мешкало 3026 осіб (+14,1 % порівняно з 2010 роком), іноземців було 23,8 %. Густота населення становила 293 осіб/км².
За віковим діапазоном населення розподілялося таким чином: 17,9 % — особи молодші 20 років, 60,7 % — особи у віці 20—64 років, 21,4 % — особи у віці 65 років та старші. Було 1358 помешкань (у середньому 2,1 особи в помешканні).
Із загальної кількості 698 працюючих 130 було зайнятих в первинному секторі, 35 — в обробній промисловості, 533 — в галузі послуг.